# Cervesa de pícea

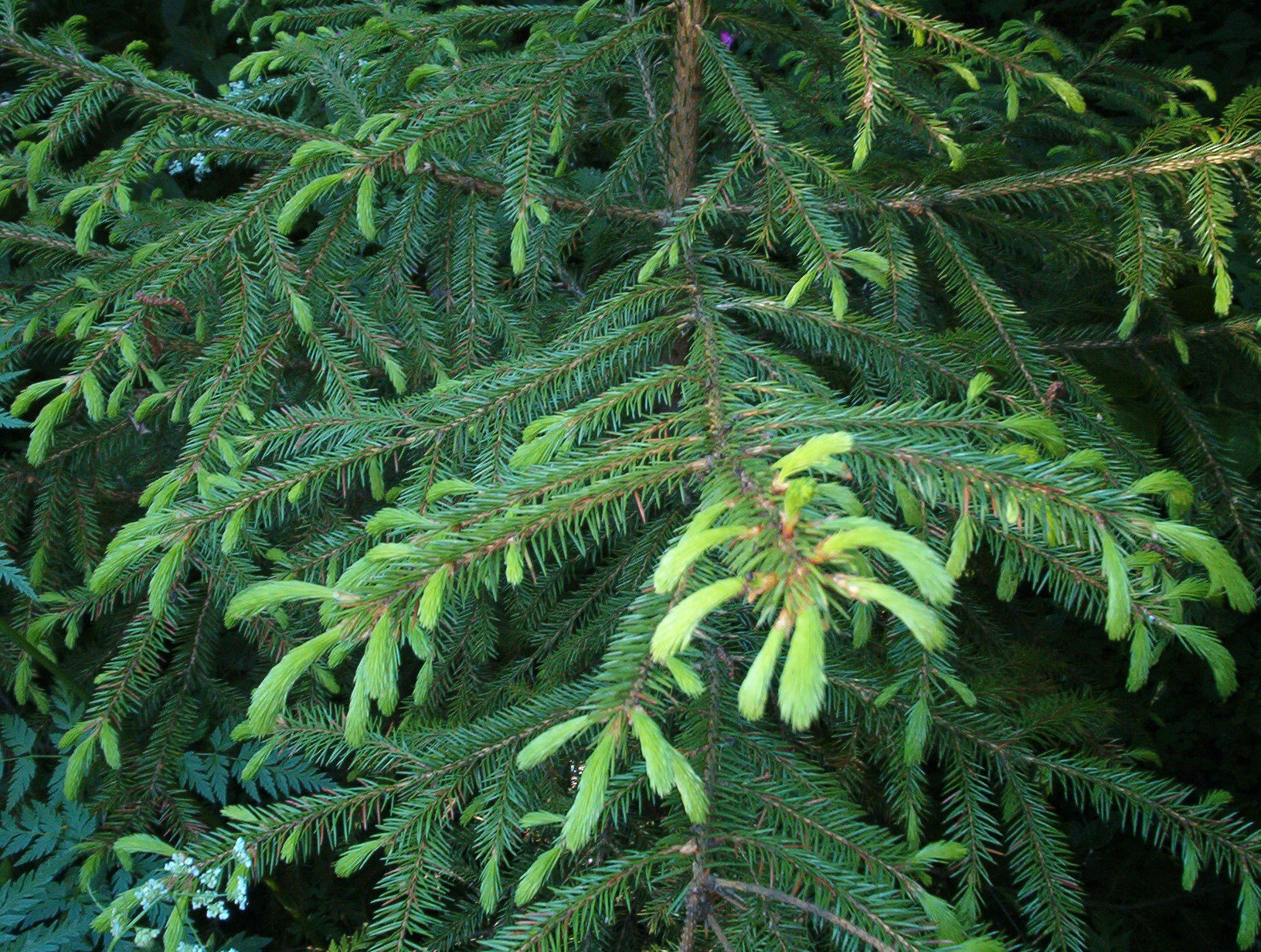
creixement primaveral d'una pícea

La cervesa de pícea és una beguda aromatitzada feta, entre altres ingredients, amb les gemmes, fulles, o l'essència de parts dels arbres del gènere Picea. La pícea ha estat un ingredient tradicional per a donar gust a les begudes en les comunitats de l'hemisferi nord on no es conrea el llúpol. El producte obtingut tant pot ser alcohòlic com no alcohòlic.
Els aromes que s'aconsegueixen amb la pícea són diversos, per exemple: aromes florals, cítrics, afruitats, a beguda de cola, resinosos i de pi. Això depèn del moment de la collita, les espècies de pícees emprades i la manera de preparació.
Els brots frescos de pícea (i d'altres coníferes) són una font de vitamina C. El Capità Cook va proveir de cervesa de pícea durant els seus viatges per tal d'evitar l'escorbut.

## Tipus

### Amb malta
Aromatitza la cervesa tradicional feta amb malta d'ordi i aigua fermentats amb llevat. La incorporació de l'aromatitzant pot fer-se amb essència de pícea o directament afegint-hi brots o fulles a la mescla.

### Fermentació amb sucre
L'essència o parts de les pícees es bullen amb sucre i es fermenten amb llevat. Com a font de sucre es fan servir melassa o sucre refinat.

### Beguda lleugera
Al Quebec, es coneix com a bière d'épinette, i pot ser una beguda lleugera artificial carbonatada o bé la genuïna cervesa de pícea.